# Boris Maïorov
Pour les articles homonymes, voir Maïorov.
Temple de la renommée de l'IIHF : 1999
Temple de la renommée russe : 2004
Boris Aleksandrovich Maïorov (né le 11 février 1938 à Moscou en URSS) est un joueur russe de hockey sur glace. Il a été admis au Temple de la renommée de la Fédération internationale de hockey sur glace en 1999.

## Carrière de joueur
Il commence sa carrière professionnelle avec le HC Spartak Moscou dans le championnat d'URSS en 1955. Il a remporté trois titres nationaux avec le Spartak. En 1970, il met un terme avec sa carrière. Il termine avec un bilan de 400 matchs et 255 buts en élite.

## Carrière internationale
Il a représenté l'URSS à 134 reprises (63 buts) pendant neuf saisons de 1960 à 1969. Il a remporté l'or aux Jeux olympiques de 1964 et 1968. Il a participé à sept éditions des championnats du monde pour un bilan de six médailles d'or et une de bronze.

## Trophées et honneurs personnels
Championnat du monde
- 1961 : termine meilleur pointeur.
- 1961 : élu dans l'équipe d'étoiles.

URSS
- 1959, 1962, 1967 : élu dans l'équipe d'étoiles.

## Parenté dans le sport
Il est le frère jumeau de Ievgueni Maïorov, également joueur de hockey sur glace.

## Statistiques

### En équipe nationale
| Année | Équipe | Compétition |   | PJ | B  | A  | Pts | Pun                |  | Résultats |
| 1961  | URSS   | CM          | 7 | 7  | 10 | 17 | 6   | Médaille de bronze |  |           |
| 1963  | URSS   | CM          | 7 | 3  | 6  | 9  | 0   | Médaille d'or      |  |           |
| 1964  | URSS   | CM & JO     | 8 | 7  | 4  | 11 | 0   | Médaille d'or      |  |           |
| 1965  | URSS   | CM          | 7 | 5  | 3  | 8  | 6   | Médaille d'or      |  |           |
| 1966  | URSS   | CM          | 7 | 3  | 3  | 6  | 2   | Médaille d'or      |  |           |
| 1967  | URSS   | CM          | 7 | 2  | 3  | 5  | 9   | Médaille d'or      |  |           |
| 1968  | URSS   | CM & JO     | 7 | 3  | 3  | 6  | 2   | Médaille d'or      |  |           |